# 無線充電網路
無線充電網路（Wireless charging network），指的是一個由無線充電器、閘道器與雲端伺服器共同構成的網路。該中文用詞最早來自宏達國際電子（HTC）在 2014 年底所提出的「無線充電網路」計畫。該計畫曾得到中華民國經濟部技術處的支持，從 2016/02 起亦陸續有媒體報導 。
其詳細的內容則首見於2016年5月在關鍵評論網上刊登的一篇文章：《這次我們要用無線充電、物聯網和大數據打造一套改變未來的生態體系》。